# 褐变
褐变或食物褐变（英語：Food browning），是由于食物内部发生的化学反应而变成褐色的过程。 褐变过程是食品化学中发生的化学反应之一，是有关健康、营养和食品技术的一个有趣的研究课题。 尽管食物随时间发生化学变化的方式多种多样，但褐变尤其分为两大类： 酶促与非酶促褐变过程。
褐变对食品工业有许多重要影响，涉及营养、技术和经济成本。研究人员特别感兴趣的是研究褐变的控制（抑制)以及最大限度地抑制褐变并最终延长食品保质期的不同方法。

## 酶促褐变

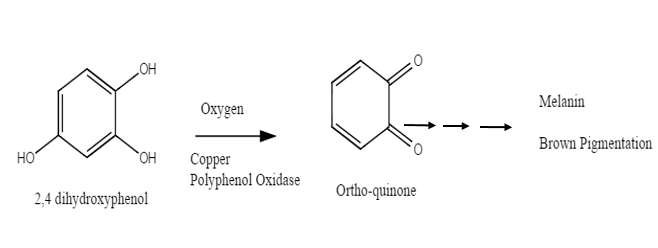
多酚氧化酶为酶促褐变的一般反应示例。 产生的醌类物质会发生更多反应，最终在食物表面形成棕色色素

酶促褐变是大多数水果、蔬菜和海鲜中发生的最重要的反应之一。这些过程会影响这些食品的味道、颜色和价值。一般来说，这是一种涉及多酚氧化酶（PPO）、儿茶酚氧化酶和其他酶的化学反应，它们从天然酚中生成黑色素和苯醌。 酶促褐变（也称食物氧化）需要接触氧气。 首先是多酚氧化酶将酚氧化成醌，其强亲电状态导致极易受到其他蛋白质的亲核攻击。然后，这些醌会在一系列反应中聚合，最终在食物表面形成棕色色素（黑变病）。酶促褐变的速度取决于食物中活性多酚氧化酶的含量。因此，对防止酶促褐变方法的研究大多针对抑制多酚氧化酶的活性。不过，并非所有的食物褐变都会产生负面影响。有益酶促褐变的例子  
- 使咖啡、可可豆和茶增色增香。[6]
- 使干果（如薜荔和葡萄干）的颜色和风味发生变化。

无益酶促褐变的例子：
- 新鲜水果和蔬菜，包括苹果、马铃薯、香蕉和牛油果。
- 多酚氧化是虾等甲壳类动物黑色素沉着症的主要原因。[7]

## 控制酶促褐变

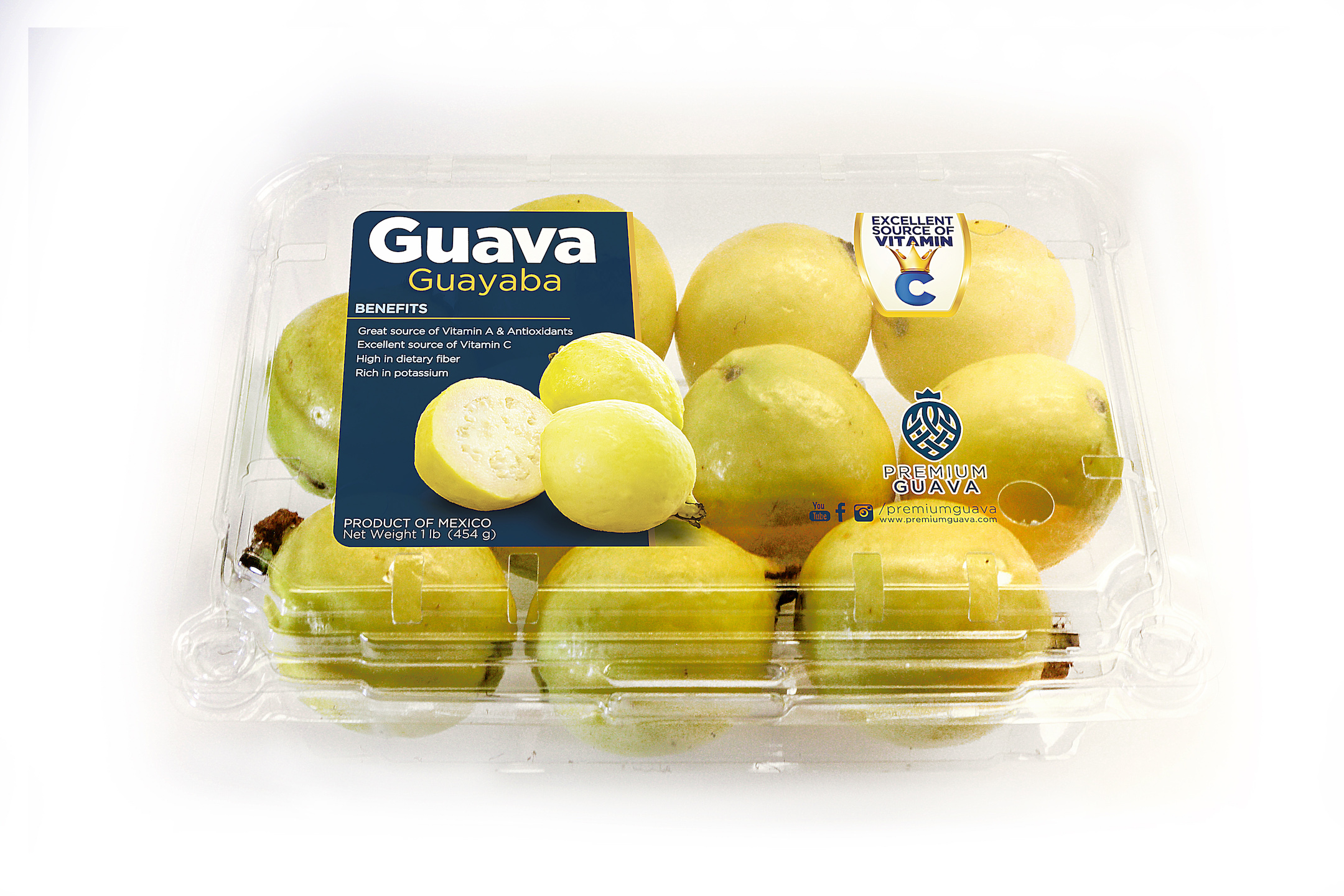
辐照番石榴

酶促褐变的控制一直是食品工业面临的挑战。人们采用了各种方法来防止或减缓食品的酶促褐变，每种方法都旨在针对化学反应的特定步骤。酶促褐变控制的不同类型可分为两大类：物理控制和化学控制。通常，会使用多种方法。亚硫酸盐（强效抗褐变化学品）的使用已被重新考虑，因为它在有化学活性的同时还可能带来危害。关于酶促过程中的具体控制机制，人们已经进行了大量研究。除了预防之外，褐变控制还包括在褐变后恢复食品颜色的措施。例如，在酿酒过程中可以使用离子交换过滤或超濾来去除溶液中的棕色沉淀物。

### 物理方法
- 热处理——用热处理食物，例如焯水或烘烤 ，会使酶变性并破坏导致褐变的反应物。例如，焯水可用于酿酒、[10]茶叶加工（英语：Tea processing）、坚果和培根的储存以及蔬菜的冷冻保存。[11][12][13][14]肉类通常会在高温下部分变成褐色（英语：Browning (cooking)），然后再加入到更大的菜肴中，在较低的温度下烹制，以减少褐变。

- 冷处理——冷藏和冷冻是储存食物以防止腐烂的最常用方法。褐变酶的活性，即反应速度，在低温下会下降。因此，冷藏有助于保持新鲜蔬菜和水果的原始外观、颜色和风味。在水果和蔬菜的分销和零售过程中也会使用冷藏技术。

- 除氧——氧气的存在对于酶促褐变至关重要，因此，消除环境中的氧气有助于减缓褐变反应。在保存过程中（例如真空包装或气调包装（英语：Modified atmosphere/modified humidity packaging）），抽出空气或用其他气体（例如氮气或二氧化碳）代替，使用不透水薄膜或可食用涂层（英语：Food coating），浸入盐或糖溶液，使食物避免与氧气直接接触。由塑料或其他材料制成的防渗透薄膜可防止食品暴露在空气中的氧气中并避免水分流失。人们越来越热衷于开发浸渍有抗氧化剂、抗菌剂和抗真菌剂的包装材料，例如丁基羟基甲苯 (BHT) 和丁基羟基茴香醚 (BHA)、生育酚、桧木酚、溶菌酶、乳酸链球菌肽（英语：Nisin）、纳他霉素、壳聚糖和ε-聚赖氨酸（英语：Polylysine）。可食用涂层可以由多糖、蛋白质、脂质、蔬菜 / 皮（英语：Peel (fruit)）、植物或其他天然产品制成。

- 辐照——使用短波紫外光（UV-C）、伽马射线、X射线和电子束（英语：Electron-beam technology）进行食品辐照是延长食品保质期的另一种方法。电离辐射会抑制导致食品腐败微生物的活力，并延缓保存蔬菜和水果的成熟和发芽。

### 化学方法
- 酸化——褐变酶与其他酶一样，在特定的 pH范围内具有活性。例如，多酚氧化酶（英语：Polyphenol oxidase）在 pH5—7时表现出最佳活性，在pH 3以下受到抑制。酸化剂（英语：Acidifiers）和酸度调节剂被广泛用作食品添加剂，以维持食品中所需的pH值。柠檬酸、抗坏血酸和谷胱甘肽等酸味料（英语：Acidulant）被用作抗褐变剂。许多此类试剂还具有其他抗褐变作用，例如螯合和抗氧化活性。

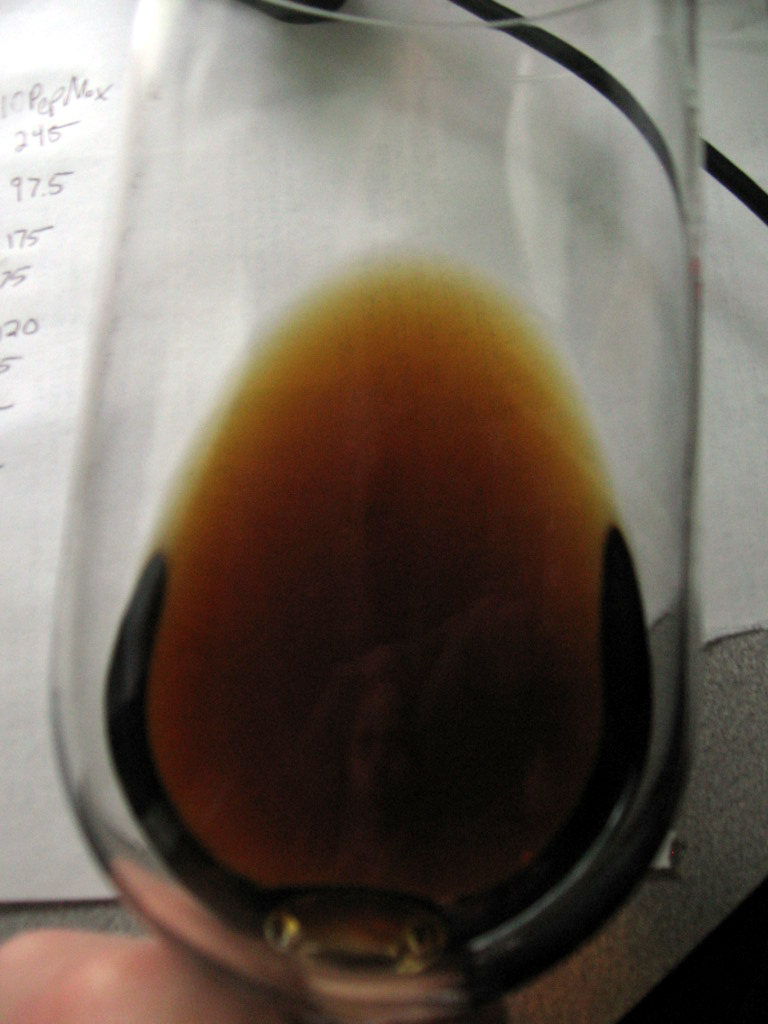
棕色陈年白葡萄酒

- 抗氧化剂——许多抗氧化剂在食品工业中用作食品添加剂。这些化合物与氧气发生反应，抑制褐变过程的发生。此外，它们还会干扰后续反应的中间产物，抑制黑色素的形成。抗坏血酸、N-乙酰半胱氨酸、L-半胱氨酸、4-己基间苯二酚、异抗坏血酸、盐酸半胱氨酸、谷胱甘肽都是因其抗褐变特性而被研究的抗氧化剂的例子。

- 螯合剂——多酚氧化酶需要铜作为辅助因子才能发挥作用，因此铜螯合剂会抑制该酶的活性。许多具有螯合活性的物质已被研究并用于食品工业的不同领域，例如柠檬酸、山梨酸、聚磷酸盐（英语：Polyphosphate）、桧木酚、曲酸、乙二胺四乙酸（EDTA）、卟啉、聚羧酸、不同蛋白质。其中一些化合物还具有其他抗褐变作用，如酸化或抗氧化作用。桧木醇用于食品包装（英语：Food packaging）的涂层材料。

### 其它方法
- 天然剂——不同的天然产品及其提取物，如洋葱、菠萝、柠檬和白葡萄酒，已知能够抑制或减缓某些产品的褐变。洋葱及其提取物通过抑制多酚氧化酶活性表现出强大的抗褐变特性。菠萝汁已被证明对苹果和香蕉有抗褐变作用。柠檬汁用于制作面团，使糕点产品看起来更亮。这种效果可能是通过柠檬汁中的柠檬酸和抗坏血酸的抗褐变特性来解释的。

- 基因改造——北极苹果经过基因改造，可以抑制多酚氧化酶的基因表达，从而延缓褐变效应，提高苹果的食用品质。

## 非酶促褐变

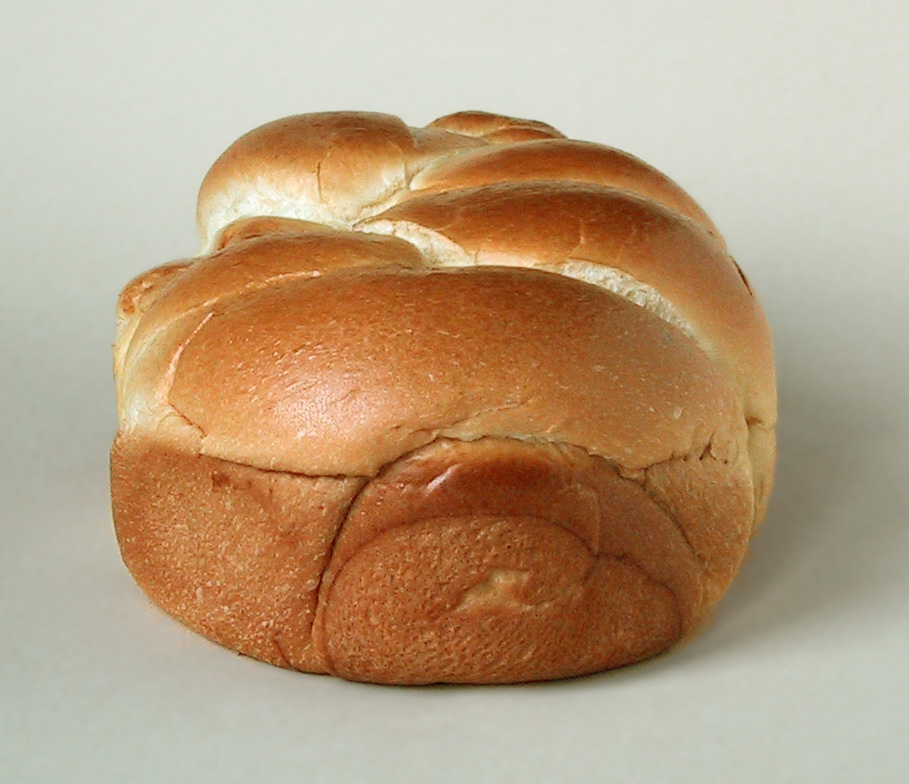
法国黄油鸡蛋圆面包的外皮，由于美拉德反应而呈金褐色

第二种褐变，即非酶褐变，也是一种在食物中产生棕色色素的过程，但没有酶的活性。 非酶褐变的两种主要形式是焦糖化和美拉德反应。 这两种反应的反应速率随水活性（在食品化学中，水活性的标准状态通常被定义为相同温度下纯水的部分蒸气压）的变化而变化。
焦糖化是一种涉及糖热解的过程。 它被广泛用于烹饪，以获得所需的坚果香味和棕色。 在这个过程中，挥发性化学物质会释放出来，产生特有的焦糖味道。

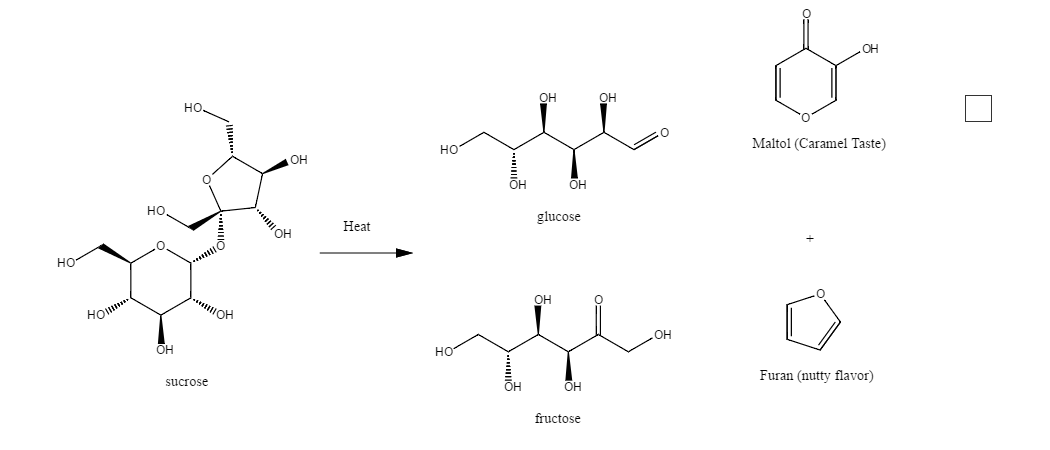
食糖（蔗糖）焦糖化为棕色坚果风味物质（呋喃和麦芽酚）的实例

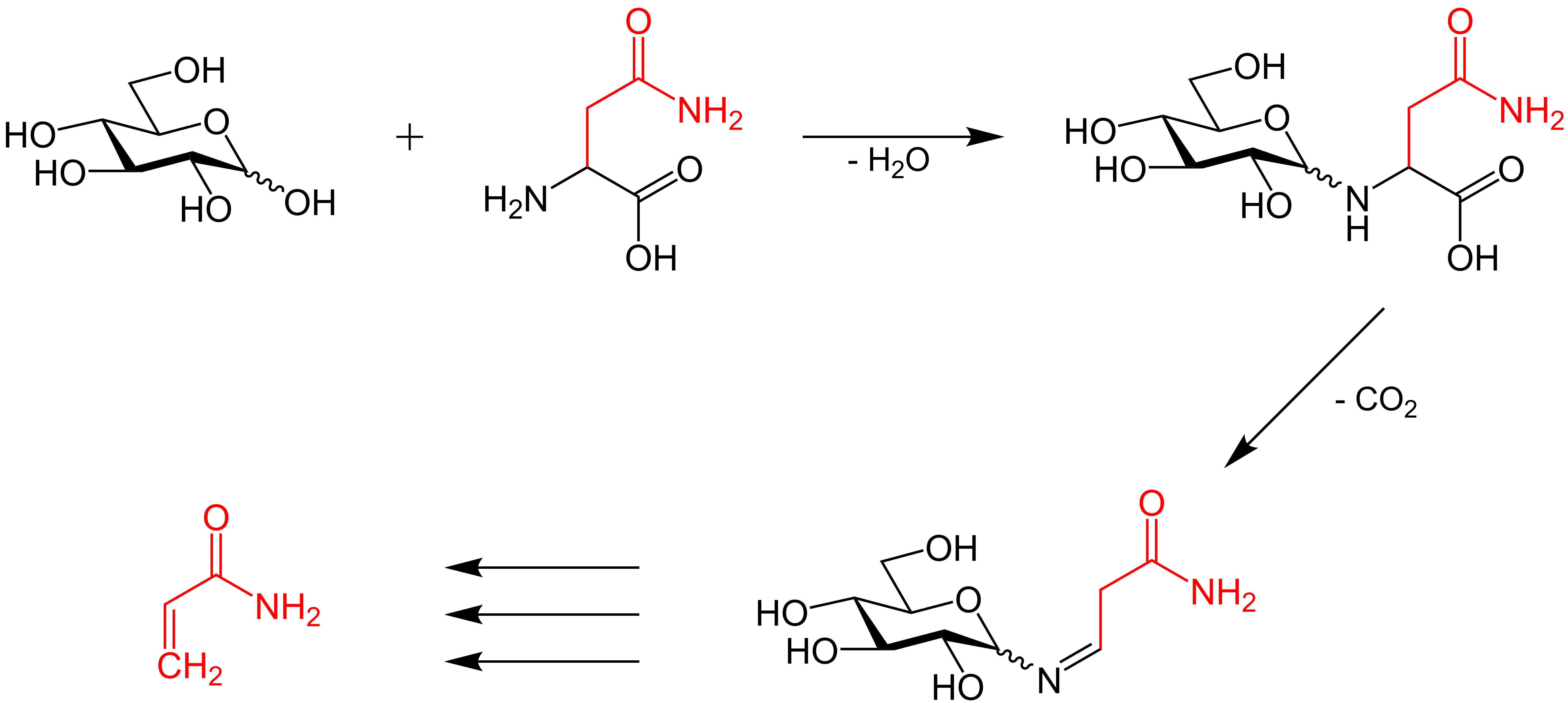
希夫碱失去一个二氧化碳分子并加入水。 注意氨基酸（此处为天冬酰胺）的胺基和糖（葡萄糖）的羰基碳之间的相互作用。 最终产物是丙烯酰胺。 更多信息，请参见美拉德反应

另一种非酶反应是美拉德反应。这种反应是烹饪食物时产生香味的原因。 发生马氏反应的食物包括面包、牛排和土豆。 这是游离氨基酸的胺基和还原糖的羰基之间发生的化学反应，通常需要加热。 糖与氨基酸相互作用，产生各种气味和风味。 美拉德反应是调味品行业为加工食品生产人工香料的基础因为氨基酸的种类决定了所产生的味道。
类黑精是糖和氨基酸在高温和低水活度条件下通过美拉德反应结合形成的棕色高分子量异质聚合物。 类黄褐素通常存在于经过某种非酶促褐变的食物中，如大麦芽（维也纳麦芽和慕尼黑麦芽）、面包皮、烘焙食品和咖啡。 它们还存在于制糖厂的废水中，因此必须对其进行处理，以避免这些制糖厂的废水受到污染。